# 베다 베네라빌리스

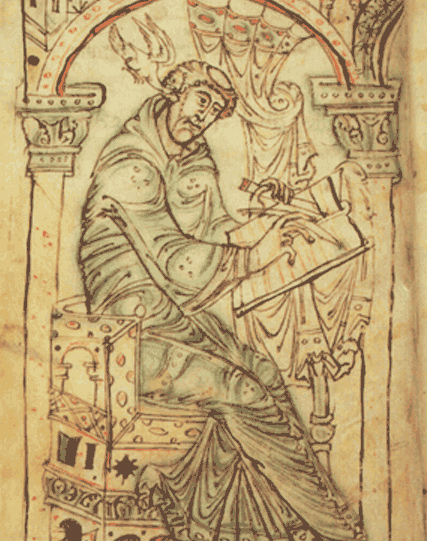
중세 초기 필사본에 그려진 베다

베다(고대 영어: Bēda/Bǣda, 672년 또는 673년경~735년 5월 27일)는 성 비드(라틴어: Beda Venerabilis, the Venerable Bede)로 널리 알려진 노섬브리아 출신의 기독교 수도사로, 신학자, 역사가, 연대기 학자이다.

## 경력

### 수도사
오늘날의 선덜랜드 지방의 일부인 위어머스(Wearmouth)의 성 베드로 수도원과 오늘날의 재로의 성 바오로 수도원에서 수도하였다. 《잉글랜드인들의 교회사(Historia ecclesiastica gentis Anglorum, 약칭 영국교회사)》를 집필한 학자로 유명하여 '잉글랜드 역사의 아버지'라 불린다. 음악과 운율학, 자연 과학, 성서 주석 등 다양한 분야에 걸친 저술 활동을 하였다. 그의 저작은 그가 당대의 지식을 두루 섭렵했다는 것을 보여 준다.

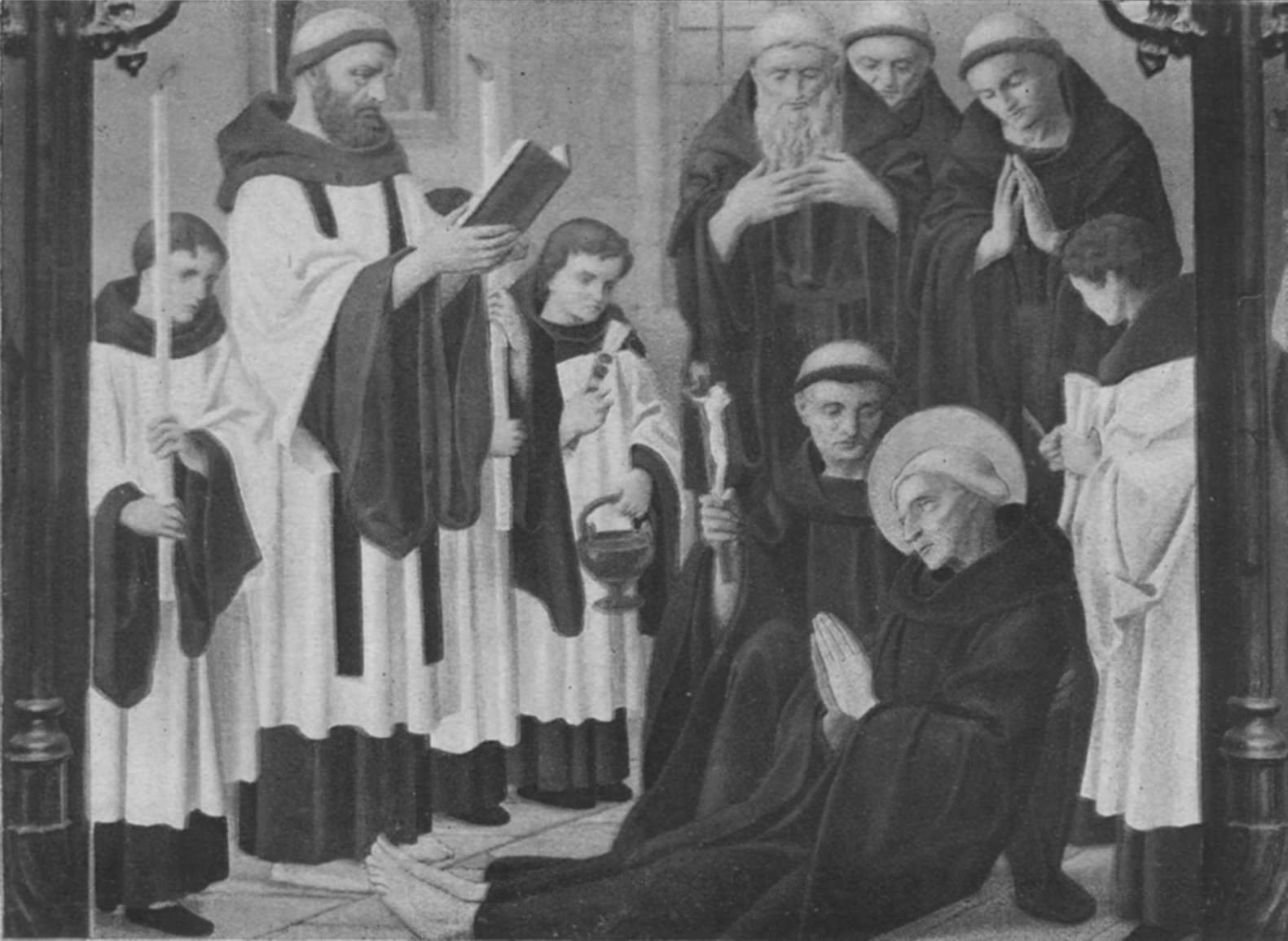
《성 베다의 죽음(The Death of St. Bede)》

### 성서 번역
성서의 라틴어 불가타(Vulgata) 번역을 한 권으로 묶어 재편집한 베다의 역본은 종교 개혁 때까지 서방 교회 세계를 통틀어서 쓰인 공식 역본이었고 로마 가톨릭 교회에서는 1966년까지 쓰였다. 성서의 일부를 고대 영어(앵글로색슨어)로 번역하였지만 전해지지 않는다. 임종의 자리에서 끝마친 마지막 저작은 요한복음서의 고대 영어 번역본과 고대 영어로 쓴 최후의 심판에 관한 시라고 한다. 오늘날의 학자들에게 〈베다의 임종시〉로 알려진 이 5행시는 베다의 제자인 린디스판의 커스버트(Cuthbert of Lindisfarne)가 쓴 편지에 전해지는데 그 내용만으로는 베다의 자작시인지 확실하지 않지만 라틴어로 쓴 편지에 고대 영어로 시를 인용한 점과 베다가 같은 주제로 라틴어 시를 지었던 점, 또 베다가 “우리의 시에 대한 학식을 갖추었다”라는 커스버트의 주장에 비추어 베다의 자작시일 가능성이 충분하다.
단테의 《신곡》 〈천국〉편에 나오는 유일한 잉글랜드인이며 잉글랜드인으로는 유일한 교회학자(Doctor Ecclesiae)이다. 참고로 대한성공회 대학로교회의 수호성인은 성 베다이다.